# Vrbice (Jičín)
Vrbice é uma comuna checa localizada na região de Hradec Králové, distrito de Jičín‎.